# 1201 North Market Street
1201 North Market Street je najviša zgrada u američkoj saveznoj državi Delaware s visinom od 101 metra. Nalazi se u gradu Wilmingtonu a dovršena je 1988. godine. Prijašnji nazivi zgrade bili su: Chase Manhattan Centre, Chemical Bank Plaza i Manufacturers Hanover Plaza.

## Vanjske poveznice
- Emporis.com
- SkyscraperPage.com
- The Skyscraper Center[neaktivna poveznica]
- Web stranice upravitelja i jednog od vlasnika zgrade  Arhivirana inačica izvorne stranice od 10. lipnja 2013. (Wayback Machine)